# صابون (ترانه ملانی مارتینز)
«صابون» (به انگلیسی: Soap) ترانه‌ای از ملانی مارتینز می‌باشد که در نخستین آلبوم استودیویی وی تحت عنوان بچهٔ گریون قرار دارد. این ترانه به‌همراهٔ موزیک ویدئو در ۱۰ ژوئیهٔ سال ۲۰۱۵ منتشر شده. «صابون» در فیلم محصوال سال ۲۰۱۶ نرو نیز پخش شده‌است.